# 安栖里車站
安栖里車站（日语：／ Aseri eki */?）是一由西日本旅客鐵道（JR西日本）所經營的鐵路車站，位於日本京都府船井郡京丹波町，是山陰本線沿線的一個無人車站，隸屬於近畿統括本部的管轄範圍。
由於安栖里車站是設置在鐵路線的路基土堤上，因此屬於高架車站一類。

## 車站結構
地壘上的對向式月台2面2線的高架車站。

### 月台配置
| 月台 | 路線     | 方向 | 目的地           |
| ---- | -------- | ---- | ---------------- |
| 1、2 | 山陰本線 | 下行 | 綾部、福知山方向 |
| 1、2 | 山陰本線 | 上行 | 園部、京都方向   |

## 使用情況
1日平均上車人次如下表。
| 年度               | 1日平均上車人次 |
| ------------------ | --------------- |
| 1999年（平成11年） | 49              |
| 2000年（平成12年） | 38              |
| 2001年（平成13年） | 36              |
| 2002年（平成14年） | 36              |
| 2003年（平成15年） | 36              |
| 2004年（平成16年） | 38              |
| 2005年（平成17年） | 38              |
| 2006年（平成18年） | 33              |
| 2007年（平成19年） | 33              |
| 2008年（平成20年） | 22              |
| 2009年（平成21年） | 22              |
| 2010年（平成22年） | 30              |
| 2011年（平成23年） | 25              |
| 2012年（平成24年） | 27              |
| 2013年（平成25年） | 25              |
| 2014年（平成26年） | 25              |
| 2015年（平成27年） | 19              |
| 2016年（平成28年） | 14              |

## 相鄰車站
西日本旅客鐵道
 山陰本線
■快速
通過
■普通（包括嵯峨野線路段的快速列車）
和知－安栖里－立木

## 外部連結
- 安栖里｜車站資訊：JR出門網 - 西日本旅客鐵道